# Maja Kjær
Maja Kjær Jacobsen (f. 1985) er komponist, sanger og musikentreprenør som skaber historier med og om den traditionelle danske og nordiske spillemandsmusik.
Hun har udgivet 6 musikalbums og en nodebog, skrevet folkemusikforestillingen "Medbring Egne Træsko", og har været nomineret til en Danish Music Awards Folk / Roots tre gange.

## Bands og orkestre
Maja Kjær er medstifter af Maja & David (DK/QC) (2013-2018) som udover Maja bestod af den fransk-canadiske violinist David Boulanger, Fru Skagerrak (DK/NO/SE) (2015-nu) sammen med norske Elise Wessel Hildrum på violin og blokfløjte og svenske Anna Lindblad på 5-strenget violin, Maskineri (DK) (2018-nu) med guitaristen Søren Røgen, og hendes eget orkester, Maja Kjær si Orkester (DK/RO) (2021-nu) bestående af den rumænske lautari-folkemusiker George Mihalache på hakkebræt (cimbalom), Rasmus Svale på tuba, Christian Joen på percussion og Signe Kierkgaard Schmidt på 2. violin.
Med de forskellige bands har Kjær turneret i store dele af Europa, Canada, USA og Australien, særligt mellem 2013 og 2020, og har spillet på festivaler såsom Tønder Festival (DK) og Woodford Folk Festival (AUS) og Festival of American Fiddle Tunes (USA).

## Opvækst og uddannelse
Maja er opvokset i Virklund syd for Silkeborg med en far som spillede populære irske, skotske og engelske folkesange i orkestret Irsk Stuvning, som blev et populært orkester i løbet af 1990'erne og 00'erne, bl.a. på Klub Scenen på Tønder Festival. På Tønder Festival blev hun inspireret til at begynde at spille violin, og de bands der spillede på festivalen omkring årtusindskiftet har haft stor påvirkning på Majas musikalske smag og kunstneriske output sidenhen.
I 2003 begyndte hun sin mesterlære hos spillemanden Klaus Pindstrup fra Himmerland, som lærte hende op i repertoiret efter spillemanden Lærer Frank fra Engesvang/Kragelund. Det var gennem undervisning hos Klaus at hun hørte om nodebogen efter den gamle spillemand fra Kragelund, Anders "Top" Andersen, som hun senere skulle udgive på Forlaget Kjær, og som lagde grundstenene til hendes dyrkelse af og specialisering i den midtjyske spillemandsmusik, som den eneste i Danmark.
Maja Kjær er uddannet Bachelor (2009) og Kandidat (2012) på Folkemusiklinjen på Syddansk Musikkonservatorium i Odense, med særligt fokus på dansk spillemandsmusik med Klaus Pindstrup, Harald Haugaard og Ditte Fromseier som lærere, og komposition med danske Kristine Heebøll og Kasper Tagel samt svenske Mats Edén.
Maja har været på udveksling i Limerick på The Irish World Academy of Music and Dance på University of Limerick (Irland), hvor hun fik undervisning af bl.a. Siobhán Peoples og Kevin Burke, og har boet i Norge for at studere Norsk Folkelig Dans som enkeltfag på Norges Teknisk-Naturvitenskapelige Universitet i Trondheim og tage timer hos den norske spillemand Vegar Vårdal i violin og hardingfele (hardangerfele).
I 2021 tog Maja forløbet Accelerator (udbudt af genreorganisationen Tempi), som fokuserede på at træne aktører indenfor den folkelige musikgenre i Danmark i at skabe en bæredygtig forretning, med partnerskaber og "krydsbestøvning" som omdrejningspunkt.
i 2025 blev hun færdig med uddannelsen som solist på linjen Contemporary Creative Artist på Syddansk Musikkonservatorium i Esbjerg; "en fleksibel, genreåben solistuddannelse med et overordnet fokus på kunstnerisk og kompositorisk værkskabelse, samt formidling heraf. Det skabende/kompositoriske udgør som hovedfag det bærende element sammen med videreudviklingen af dine instrumentale/vokale færdigheder."

## Nomineringer og priser
Maja Kjær Jacobsen har været nomineret til en Danish Music Awards Folk / Roots tre gange:
- Årets Komponist 2017 for hendes kompositioner på udgivelsen "Fru Skagerrak", som var trioen Fru Skagerraks debutudgivelse.[3]
- Traditionsprisen 2019 for udgivelsen af "Nodebog efter Kristen Jensen og Anders "Top" Andersen" og hendes arbejde med at genoplive og dyrke den midtjyske spillemandsmusik.[4]
- Traditionsprisen 2021 for udgivelsen "Hopsa 101" med duoen Maskineri (med guitaristen Søren Røgen).

## Udgivelser

### Musik

#### Med Maja & David
- Nord (2013)
- CPH-Café-YUL (2015)

#### Med Fru Skagerrak
- Fru Skagerrak (2016)
- Ankerdram (2018)

#### Med Maskineri
- Hopsa 101 (2020)

#### Med Maja Kjær si Orkester
- Landing (2024)

### Nodeudgivelser
- Nodebog efter Kristen Jensen & Anders "Top" Andersen, Forlaget Kjær (2019)

## Værker og produktioner
- Roland Stretch, et værk skrevet til Esbjerg Ensemble i 2023, feat. Christian Martinez på musical saw[5]
- Medbring Egne Træsko, en folkemusikforestilling som blev uropført på spillestedet Maskinhallen (2025)

## Har medvirket i
- Når Hjejlen Letter - forestilling på vand ved Regatta Silkeborg 2021[6]